# Yvonne Haller
Pour les articles homonymes, voir Haller.
Yvonne Haller-Zimmer, née le 31 mai 1931 à Siltzheim (Bas-Rhin) et morte le 6 avril 2014 à Jossigny, est une restauratrice française, figure emblématique de la gastronomie strasbourgeoise, dont l'autorité souriante et la compétence firent la réputation du winstub S'Burjerstuewel, qu'elle dirigea pendant 47 ans et qui prit son nom le 9 octobre 1985, désormais connu sous l'appellation «  Chez Yvonne ».

## Biographie
Née d’un père géomètre et d’une mère employée à la Poste, Yvonne Zimmer est la deuxième de quatre enfants. Elle perd ses deux parents dans le bombardement de Cronenbourg par la Royal Air Force dans la nuit du 16 au 17 décembre 1940. Elle a neuf ans, son frère dix ans et ses deux sœurs quatre ans et quelques mois pour la plus jeune.
À l’issue de la Seconde Guerre mondiale, elle se forme à la restauration d’abord à Nancy (1945), à l’école hôtelière de Saint-Gall en Suisse (1949). En 1951, Yvonne Zimmer donne naissance à sa fille Françoise qu’elle élève seule. Elle travaille dans une grande brasserie de Metz entre 1952 et 1954 puis prend la gérance d’un débit de vins, le Burjerstewel,  à Strasbourg, dont elle devient propriétaire en 1956.
Le 19 juillet 1969, elle épouse André Haller, officier dans l’Armée de l’air. Pilote de course automobile, André Haller, surnommé « Dédé », se tue lors des 24 heures du Mans, le 12 juin 1976.
Yvonne Haller prend sa retraite à Strasbourg en 2001 après quarante-sept années d’activité.
Elle meurt à Jossigny où elle était arrivée la veille, le 6 avril 2014 à l’âge de 82 ans, à la suite d’une chute. Ses obsèques ont lieu à la Cathédrale Notre-Dame de Strasbourg le 11 avril 2014 en présence de nombreuses personnalités et représentants des métiers de bouche.

## Distinctions
En 1986 elle reçoit le Bretzel d'or, « sorte de Légion d'honneur alsacienne ».